# Systems Security Certified Practitioner
La certificación Systems Security Certified Practitioner es una certificación neutral para técnicos en seguridad computacional entregada por el consorcio (ISC)2: International Information Systems Security Certification Consortium. Las siete áreas generales que cubre esta certificación están contenidas en el "SSCP Common Body of Knowledge": control de acceso]]; administración; auditoría y monitorización; criptografía; comunicaciones de datos; código malicioso y malware; riesgo, respuesta y recuperación
- Datos: Q6136945